# Teucholabis (Teucholabis) foersteri
Teucholabis (Teucholabis) foersteri is een tweevleugelige uit de familie steltmuggen (Limoniidae). De soort komt voor in het Neotropisch gebied.